# Ґути-Дуже
Ґути-Дуже (пол. Guty Duże) — село в Польщі, у гміні Червонка Маковського повіту Мазовецького воєводства.
Населення — 117 осіб (2011).
У 1975-1998 роках село належало до Остроленцького воєводства.

## Демографія
Демографічна структура станом на 31 березня 2011 року:
|          | Загалом | Допрацездатний вік | Працездатний вік | Постпрацездатний вік |
| -------- | ------- | ------------------ | ---------------- | -------------------- |
| Чоловіки | 60      | 11                 | 37               | 12                   |
| Жінки    | 57      | 12                 | 27               | 18                   |
| Разом    | 117     | 23                 | 64               | 30                   |